# دروازه نمازگاه
دروازهٔ نمازگاه یک دروازهٔ دژی ویران‌شده در بخارا است که در سدهٔ شانزدهم در زمان فرمانروایی شیبانیان در پایتخت آنزمان خانات بخارا ساخته شد.
این دروازه یکی از ۱۱ دروازهٔ بخارا بود که تاکنون ساخته شده‌است. در نزدیکی دروازه خانه‌ای بود (اکنون خانه-موزه یک بازرگان بخارایی) که دارایی نخستینْ رئیس دولت جمهوری شوروی سوسیالیستی ازبکستان فیض‌الله خواجه‌اف بود.
این دروازه را هنگام فرمانروایی شوروی در سال‌های نخستین دهه ۱۹۵۰ ویران کردند.
این سازه نام خود را از مسجدی به همین نام گرفته که نه چندان دور از دروازه جای دارد و از آن برای تعطیلات سالانه جشن قربان و رمضان هم بهره برده می‌شود.

## بن‌مایه
- همکاری‌کنندگان ویکی‌پدیا، «Ворота Намазгох»، ویکی‌پدیای روسی، دانشنامهٔ آزاد (بازیابی ۱۱ آبان ۱۴۰۱)